# 卡特里娜·韦布
卡特里娜·韦布（英語：Katrina Webb，1977年5月22日—），澳大利亚女子田径运动员。她曾代表澳大利亚参加1996年、2000年和2004年夏季残疾人奥林匹克运动会田径比赛，获得三枚金牌、三枚银牌和一枚铜牌。